# Alići, Pljevlja
Alići este un sat din comuna Pljevlja, Muntenegru. Conform datelor de la recensământul din 2003, localitatea are 112 locuitori (la recensământul din 1991 erau 125 de locuitori).

## Demografie
În satul Alići locuiesc 82 de persoane adulte, iar vârsta medie a populației este de 38,9 de ani (40,3 la bărbați și 37,7 la femei). În localitate sunt 29 de gospodării, iar numărul mediu de membri în gospodărie este de 3,86.
Populația localității este foarte eterogenă.
|  |

| Demografie | Demografie | Demografie |
| An         | Locuitori  | Locuitori  |
| ---------- | ---------- | ---------- |
|            |            |            |
|            |            |            |
|            |            |            |
|            |            |            |
| 1948       | 127        |            |
| 1953       | 140        |            |
| 1961       | 153        |            |
| 1971       | 138        |            |
| 1981       | 132        |            |
| 1991       | 125        | 124        |
| 2003       | 118        | 112        |

| \| Componența etnică conform recensământului din 2003[2] \| Componența etnică conform recensământului din 2003[2] \| Componența etnică conform recensământului din 2003[2] \| Componența etnică conform recensământului din 2003[2] \| Componența etnică conform recensământului din 2003[2] \| \| ----------------------------------------------------- \| ----------------------------------------------------- \| ----------------------------------------------------- \| ----------------------------------------------------- \| ----------------------------------------------------- \| \| \| \| \| \| \| \| Sârbi \| Sârbi \| \| 41 \| 36,6% \| \| Musulmani \| Musulmani \| \| 40 \| 35,71% \| \| Bosniaci \| Bosniaci \| \| 16 \| 14,28% \| \| Muntenegreni \| Muntenegreni \| \| 15 \| 13,39% \| \| necunoscută \| necunoscută \| \| 0 \| 0% \| |              |  |    |        |
| Componența etnică conform recensământului din 2003 |              |  |    |        |
| |              |  |    |        |
| Sârbi | Sârbi        |  | 41 | 36,6%  |
| Musulmani | Musulmani    |  | 40 | 35,71% |
| Bosniaci | Bosniaci     |  | 16 | 14,28% |
| Muntenegreni | Muntenegreni |  | 15 | 13,39% |
| necunoscută | necunoscută  |  | 0  | 0%     |